# 気狂いピエロの決闘
『気狂いピエロの決闘』（きちがいぴえろのけっとう、Balada triste de trompeta）は、アレックス・デ・ラ・イグレシア監督・脚本による2010年のスペインの映画である。第67回ヴェネツィア国際映画祭でプレミア上映された。
日本では2012年8月に「三大映画祭週間」で上映された。

## ストーリー
とあるサーカス団のピエロと道化師が、美女を巡って血みどろの争いを繰り広げる。

## キャスト
- ハビエル - カルロス・アレセス（スペイン語版）： ピエロ。父も祖父もクラウン（道化師）だった。
- セルヒオ - アントニオ・デ・ラ・トーレ： 人気道化師。子供好きだがサディスト。
- ナタリア - カロリーナ・バング： 曲芸師。セルヒオの情婦。
- ラミロ - マヌエル・タリャフェ（スペイン語版）： 象使い。
- ゴーストライダー - アレハンドロ・テヘリア： バイク乗り。
- ハビエルの父親 - サンティアゴ・セグーラ： 人気道化師だったがスペイン内戦の混乱の中で亡くなる。
- アンドレス - エンリケ・ビレン（英語版）： 犬の調教師。

## 受賞
第67回ヴェネツィア国際映画祭のコンペティション部門で上映され、銀獅子賞（監督賞）と金オゼッラ賞（脚本賞）を受賞した。